# Charles de Lamberterie
Pour les articles homonymes, voir Lamberterie.
Charles de Lamberterie (né le 24 janvier 1945) est un helléniste français.
Professeur d'histoire de la langue grecque à l'université Paris-IV de 1996 à 2013, il est également arménologue et spécialiste des langues indo-européennes. Il est membre de l'Académie des inscriptions et belles-lettres depuis 2010.

## Biographie

### Formation
Né à Soissons le 24 janvier 1945, Charles de Lamberterie est ancien élève de l'École normale supérieure (promotion 1965), agrégé de grammaire (1968), diplômé ès lettres de l'École pratique des hautes études (1981) et docteur d'État en linguistique (1987).

### Carrière
Il fait ses débuts comme professeur de lettres au lycée Saint-Louis (1971), puis devient assistant de linguistique ancienne à l'université de Rouen (1973). Il est ensuite maître-assistant (1979), puis maître de conférences de grec à l'université de Reims. Après la soutenance de sa thèse d'État, il revient à Rouen comme professeur de linguistique ancienne.
Depuis 1993, il est directeur d'études de grammaire comparée des langues indo-européennes à l'École pratique des hautes études. Il est de 1996 à 2013 professeur d'histoire de la langue grecque à l'université Paris-IV.
Il est professeur invité à Harvard en 1995, et à l'université libre de Berlin en 2005 et 2007.
En 2000, il est élu correspondant de l'Académie des inscriptions et belles-lettres. Le 5 février 2010, il succède à Robert Étienne comme membre ordinaire de l'Académie.
Il appartient notamment à l'Association pour l’encouragement des études grecques en France, l'Association Guillaume-Budé, l'Indogermanische Gesellschaft (de), et la Société de linguistique de Paris.
Il est membre des comités de rédaction et scientifique de la Revue des études grecques et de la Revue des études arméniennes.

## Ouvrages
- Les Adjectifs grecs en -us : sémantique et comparaison (thèse d'État en linguistique remaniée), Louvain, Peters, 1990, V + 1036 (ISBN 978-90-6831-251-5, lire en ligne)  — en deux volumes.
- Avec Alain Blanc, Pierre Chantraine et Jean-Louis Perpillou, Dictionnaire étymologique de la langue grecque : histoire des mots, avec un supplément, Paris, Klincksieck, 1999, XVIII + 1447 (ISBN 2-252-03277-4).
- Dir. avec Gabriel Bergounioux, Meillet aujourd'hui, Louvain, Peters, coll. « Linguistique » (no 89), 2006, X + 356 (ISBN 2-87723-920-9).
- Dir. avec Alain Blanc et Laurent Dubois, Polýmītis : mélanges en l'honneur de Françoise Bader, Louvain, Peters, coll. « Linguistique » (no 99), 2012, 379 p. (ISBN 978-90-429-2751-3).